# Beijing E-Serie

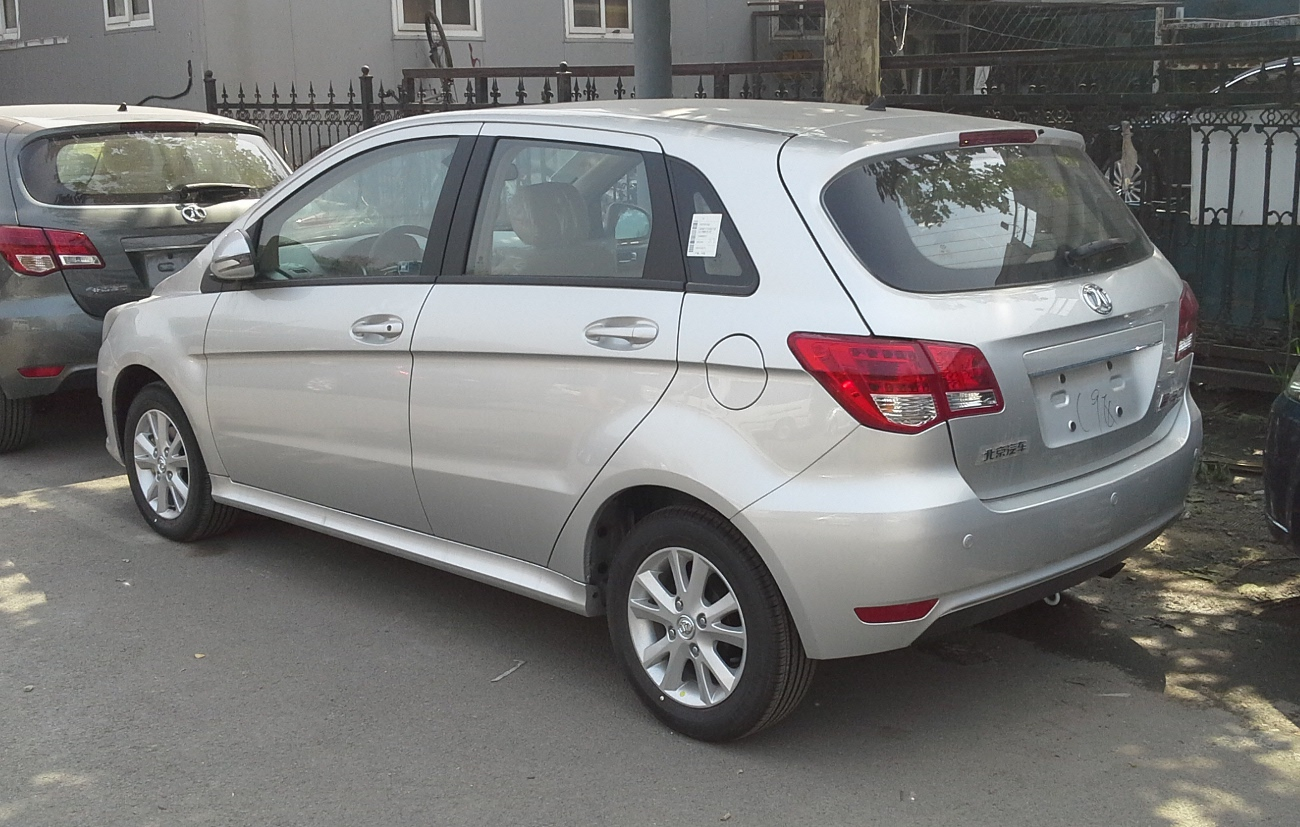
Heckansicht

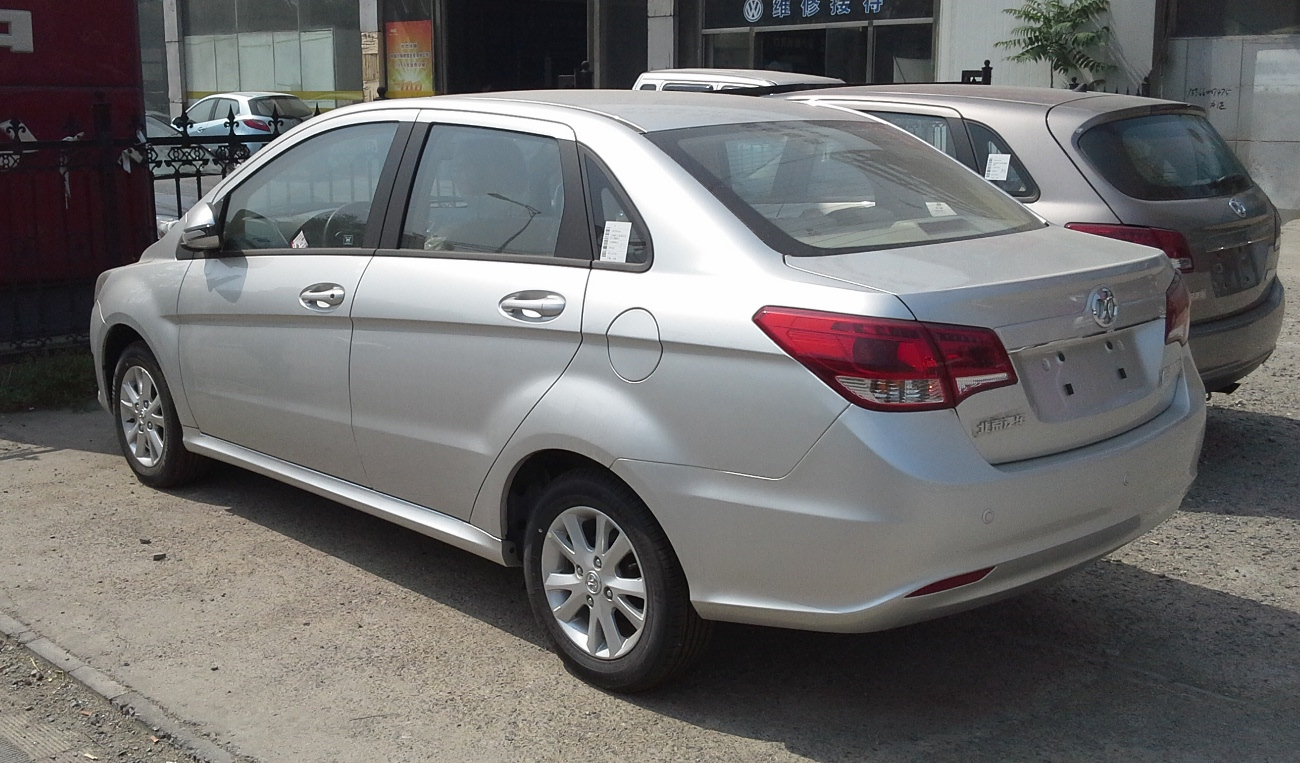
Heckansicht Stufenheck

Die Beijing E-Serie ist eine Pkw-Baureihe der chinesischen Marke Beijing.

## Beschreibung
Als Hersteller kommen Beijing Automobile Works und Beijing Motor Corporation in Frage, die beide zur Beijing Automotive Group gehören. Es ist ein Fahrzeug der Kompaktklasse. 
Die Basis stellt eine Plattform dar, die derjenigen des Smart Forfour der Bauzeit 2004–2007 entspricht. Gewisse optische Details ähneln der ersten Mercedes-Benz B-Klasse namens Mercedes-Benz T 245. Dies gilt besonders für die Steilheckversion. Außerdem ist eine Variante mit Stufenheck erhältlich gewesen.
Für die Ausführung mit Steilheck sind Maße und Gewichte bekannt: 2500 mm Radstand, 3998 mm Fahrzeuglänge, 1720 mm Fahrzeugbreite, 1503 mm Fahrzeughöhe und 1090 kg Leergewicht.
Zwei Versionen haben einen Ottomotor. Beides sind Vierzylindermotoren mit Vierventiltechnik. Der E130 hat 1299 cm³ Hubraum und 73 kW Leistung. Der E150 leistet 83 kW aus 1499 cm³ Hubraum.
Überliefert sind Versionen mit Schaltgetriebe und Automatikgetriebe. Bei Crashtests erzielten sie unterschiedliche Ergebnisse.
Diese Modelle standen von 2012 bis 2015 im Angebot und wurden dann vom Beijing Senova D20 abgelöst.
2012 wurden in China 19.059 Fahrzeuge dieses Typs neu zugelassen. In den beiden Folgejahren waren es 60.806 und 69.714 Fahrzeuge. 2015 fiel die Zahl auf 897. Der Hersteller selbst gab 30.000 Fahrzeuge für 2012 an.

## E-Serie EV
Diese Variante hat einen Elektromotor. Sie wurde von 2013 bis 2017 verkauft. Die Verkaufszahlen fielen niedriger aus. Für 2013 sind 710 Fahrzeuge überliefert. 2014 waren es 5234 und 2015 noch 132. Nachfolger wurde die Elektroversion des Beijing Senova B20.